# Trái Đất
Trái Đất, hay còn gọi là Địa Cầu hoặc Quả Đất, hành tinh xanh, hành tinh, quả bóng xanh (chữ Hán: 地球), là hành tinh thứ ba tính từ Mặt Trời, đồng thời cũng là hành tinh lớn nhất trong các hành tinh đất đá của hệ Mặt Trời xét về bán kính, khối lượng và mật độ của vật chất. Trái Đất còn được biết tên với các tên gọi "hành tinh xanh", là nhà của hàng triệu loài sinh vật, trong đó có con người và cho đến nay nó là nơi duy nhất trong vũ trụ được biết đến là có sự sống. Hành tinh này được hình thành cách đây khoảng 4,55 tỷ năm và sự sống xuất hiện trên bề mặt của nó khoảng 1 tỷ năm trước. Kể từ đó, sinh quyển, khí quyển của Trái Đất và các điều kiện vô cơ khác đã thay đổi đáng kể, tạo điều kiện thuận lợi cho sự phổ biến của các vi sinh vật ưa khí cũng như sự hình thành của tầng ôzôn-lớp bảo vệ quan trọng, cùng với từ trường của Trái Đất, đã ngăn chặn các bức xạ có hại và chở che cho sự sống. Các đặc điểm vật lý của Trái Đất cũng như lịch sử địa lý hay quỹ đạo, cho phép sự sống tồn tại trong thời gian qua. Người ta ước tính rằng Trái Đất chỉ còn có thể hỗ trợ sự sống thêm 1,5 tỷ năm nữa, trước khi kích thước của Mặt Trời tăng lên (trở thành sao khổng lồ đỏ) và tiêu diệt hết sự sống.
Bề mặt Trái Đất được chia thành các mảng kiến tạo, chúng di chuyển từ từ trên bề mặt Trái Đất trong hàng triệu năm. Khoảng gần 71% bề mặt Trái Đất được bao phủ bởi các đại dương nước mặn, phần còn lại là các lục địa và các đảo. Nước là thành phần rất cần thiết cho sự sống và cho đến nay con người vẫn chưa phát hiện thấy sự tồn tại của nó trên bề mặt của bất kì hành tinh nào khác ngoại trừ sao Hỏa (Hỏa Tinh) là có nước bị đóng băng ở hai cực. Tuy nhiên, người ta có chứng cứ xác định nguồn nước có ở Sao Hỏa trong quá khứ, và có thể tồn tại cho tới ngày nay. Lõi của Trái Đất vẫn hoạt động được bao bọc bởi lớp manti rắn dày, lớp lõi ngoài lỏng tạo ra từ trường và lõi sắt trong rắn.
Trái Đất tương tác với các vật thể khác trong không gian bao gồm Mặt Trời và Mặt Trăng. Hiện quãng thời gian Trái Đất di chuyển hết một vòng quanh Mặt Trời bằng 365,2564 lần quãng thời gian nó tự quay một vòng quanh trục của mình. Khoảng thời gian này bằng với một năm thiên văn tức 365,2564 ngày trong dương lịch. Trục tự quay của Trái Đất nghiêng một góc bằng 23,44° so với trục vuông góc với mặt phẳng quỹ đạo, tạo ra sự thay đổi mùa trên bề mặt của Trái Đất trong một năm chí tuyến. Mặt Trăng, vệ tinh tự nhiên duy nhất của Trái Đất, đồng thời cũng là nguyên nhân chính gây ra hiện tượng thủy triều đại dương, bắt đầu quay quanh Trái Đất từ 4,53 tỷ năm trước, vẫn giữ nguyên góc quay ban đầu theo thời gian nhưng đang chuyển động chậm dần lại. Trong khoảng từ 4,1 đến 3,8 tỷ năm trước, sự va đập của các thiên thạch trong suốt thời kì đã tạo ra những sự thay đổi đáng kể trên bề mặt Mặt Trăng.
Cả tài nguyên khoáng sản lẫn các sản phẩm của sinh quyển Trái Đất được sử dụng để cung cấp cho cuộc sống của con người. Dân cư được chia thành hàng trăm quốc gia độc lập, có quan hệ với nhau thông qua các hoạt động ngoại giao, du lịch, thương mại, quân sự. Văn hóa loài người đã phát triển tạo nên nhiều cách nhìn về Trái Đất bao gồm việc nhân cách hóa Trái Đất như một vị thần, niềm tin vào một Trái Đất phẳng hoặc Trái Đất là trung tâm của cả vũ trụ, và một quan điểm nhìn hiện đại hơn như Trái Đất là một môi trường thống nhất cần có sự định hướng.

## Tên gọi
Danh từ Earth trong tiếng Anh hiện đại bắt nguồn từ eorðe của giai đoạn tiếng Anh cổ. Từ này chung gốc với nhiều từ chỉ Trái Đất trong các ngôn ngữ Germanic và đều bắt nguồn từ *erþō trong tiếng Germanic nguyên thủy (tức là tổ tiên của các ngôn ngữ Germanic như tiếng Anh, tiếng Hà Lan, tiếng Đức, v.v). Trong nhiều tư liệu tiếng Anh cổ, danh từ eorðe được sử dụng để dịch nghĩa từ terra trong tiếng Latinh và γῆ gē trong tiếng Hy Lạp; đều mang nghĩa là mặt đất, vùng đất khô cằn, thế giới, bề mặt bao gồm biển, và địa cầu. Tên gọi của các vị thần hiện thân cho Trái Đất như Terra trong thần thoại La Mã và Gaia trong thần thoại Hy Lạp đều bắt nguồn từ hai từ ngữ đã nói ở trên. Tương tự như vậy, người Germanic xưa kia có lẽ tôn thờ thần Earth như một hiện thân của Trái Đất. Ví dụ, thần thoại Bắc Âu giai đoạn muộn có kể về nữ thần khổng lồ tên là Jörð ("mẹ Trái Đất"), thân mẫu của vị thần sấm Thor.

## Lịch sử

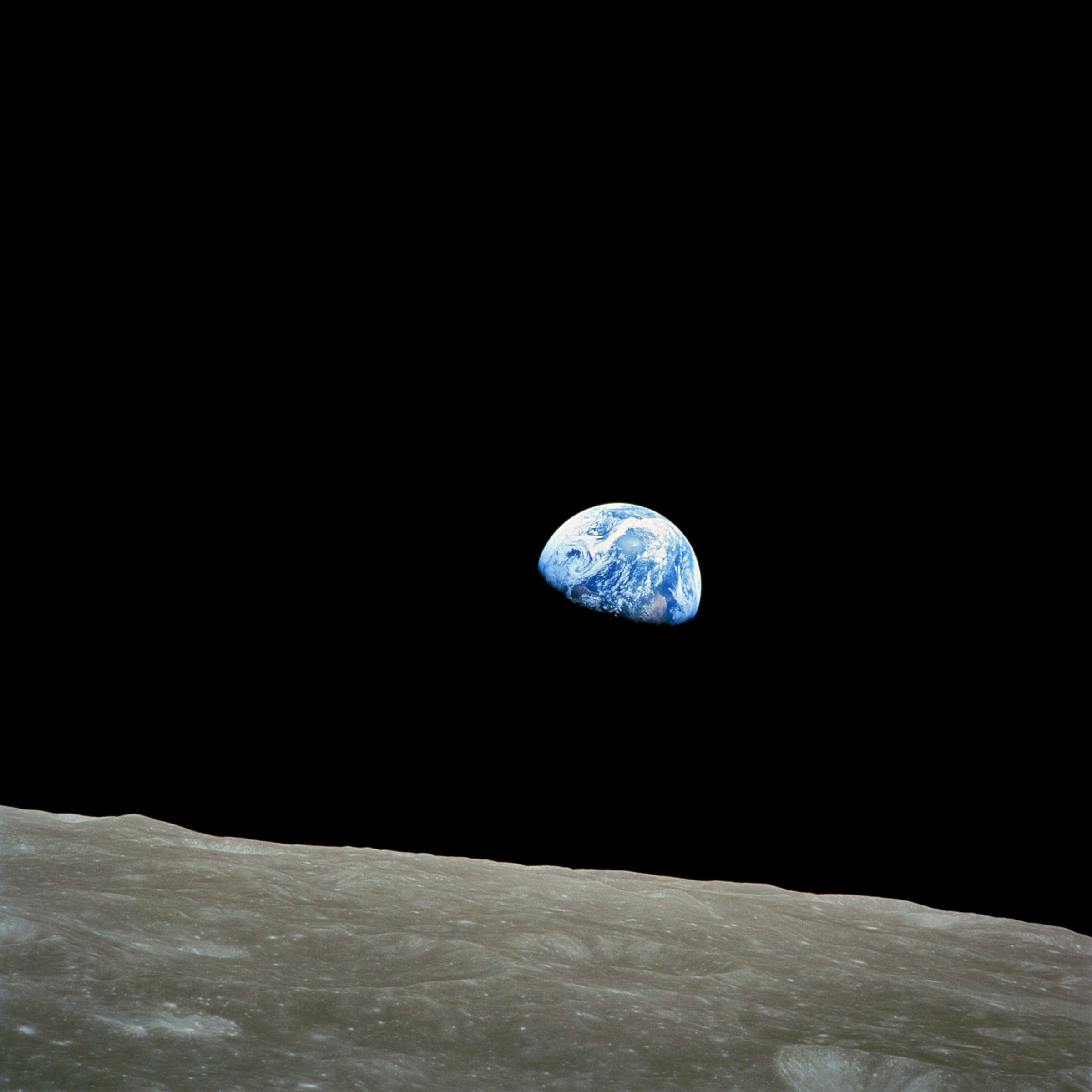
Earthrise.

### Hình thành
Các nhà khoa học đã có thể khôi phục lại các thông tin chi tiết về quá khứ của Trái Đất. Những ngày đầu tiên của hệ Mặt Trời là vào khoảng 4,5672 ± 0,0006 tỷ năm trước, vào khoảng 4,54 tỷ năm trước (độ sai lệch nằm trong khoảng 1%) Trái Đất và các hành tinh khác trong hệ Mặt Trời đã hình thành từ tinh vân Mặt Trời – đám mây bụi và khí dạng đĩa do Mặt Trời tạo ra. Quá trình hình thành Trái Đất được hoàn thiện trong vòng 10 triệu đến 20 triệu năm. Lúc đầu ở dạng nóng chảy, lớp vỏ ngoài của Trái Đất nguội lại thành chất rắn trong khi nước bắt đầu tích tụ trong khí quyển. Mặt Trăng hình thành ngay sau đó cách đây khoảng 4,53 tỷ năm, là kết quả của sự va chạm sượt qua giữa Theia - một vật thể có kích thước cỡ Sao Hỏa và có khối lượng khoảng 10% khối lượng của Trái Đất, với Trái Đất. Một phần khối lượng của vật thể này đã sáp nhập vào Trái Đất, phần còn lại bắn vào không gian theo một quỹ đạo phù hợp tạo ra Mặt Trăng.
Khoảng 3,5 tỷ năm trước, từ trường Trái Đất được hình thành. Khí thải và các hoạt động của núi lửa tạo ra các yếu tố sơ khai của bầu khí quyển. Quá trình ngưng tụ hơi nước gia tăng bởi băng và nước ở dạng lỏng được cung cấp bởi các thiên thạch và các tiền hành tinh lớn hơn, các sao chổi, và các vật thể ở xa hơn Sao Hải Vương tạo ra các đại dương. Hai giả thiết chính về sự phát triển của các lục địa được đề xuất là: phát triển từ từ cho đến ngày nay  hoặc nhanh chóng phát triển trong quá khứ. Các nghiên cứu gần đây cho thấy rằng phương án thứ hai khả quan hơn, với tốc độ phát triển ban đầu nhanh của các lớp vỏ lục địa theo sau bởi một quá trình phát triển diện tích lục địa chậm và dài. Trong niên đại địa chất, khoảng thời gian hàng trăm triệu năm, bề mặt Trái Đất liên tục thay đổi hình dạng của chính nó dưới dạng các lục địa hình thành và phân rã. Các lục địa di chuyển trên bề mặt, đôi khi kết hợp với nhau để tạo thành một siêu lục địa. Khoảng 750 triệu năm trước, một trong những siêu lục địa được biết sớm nhất là Rodinia, đã bắt đầu chia tách. Các lục địa sau đó lại kết hợp với nhau để tạo ra Pannotia, 600 – 540 triệu năm trước, cuối cùng là Pangaea chia tách vào khoảng 180 triệu năm trước.

### Quá trình tiến hóa của sự sống
Cho tới nay, Trái Đất là ví dụ duy nhất về một môi trường cho phép duy trì sự tiến hóa. Người ta tin rằng các chất hóa học giàu năng lượng đã tạo ra các phân tử tự sao chép trong khoảng 4 tỷ năm trước đây, và trong nửa tỷ năm sau đó thì tổ tiên chung cuối cùng của các dạng sống trên Trái Đất bắt đầu xuất hiện. Sự phát triển của khả năng quang hợp cho phép năng lượng Mặt Trời được hấp thụ trực tiếp bởi các dạng sống; và sau đó oxy sản phẩm tích tụ dần trong bầu khí quyển và hình thành tầng ôzôn (một hình thức phân tử khác của oxy - O3) ở tầng cao của bầu khí quyển. Sự tập hợp các tế bào nhỏ trong một tế bào lớn hơn dẫn đến quá trình phát triển các tế bào phức tạp gọi là các sinh vật nhân chuẩn. Các sinh vật đa bào thực sự hình thành dưới dạng các tế bào trong một tập đoàn cá thể ngày càng trở nên chuyên môn hóa. Nhờ tầng ôzôn hấp thụ các bức xạ tia cực tím có hại, sự sống bắt đầu phát triển trên bề mặt Trái Đất.
Kể từ thập niên 1960, đã có một giả thiết rằng hoạt động của các sông băng trong khoảng từ 750 đến 580 triệu năm trước, trong đại Tân Nguyên sinh, đã phủ một lớp băng lên bề mặt Trái Đất. Giả thiết được gọi là "Địa Cầu tuyết", và được đặc biệt quan tâm vì nó tiếp nối giả thiết về sự bùng nổ sự sống trong kỷ Cambri, khi sự sống đa bào bắt đầu tăng trưởng mạnh.
Sau sự bùng nổ ở kỷ Cambri, khoảng 535 triệu năm trước, đã xảy ra năm cuộc đại tuyệt chủng. Cuộc đại tuyệt chủng cuối cùng diễn ra cách đây 65 triệu năm, có thể là do một thiên thạch đâm vào Trái Đất, đã gây ra cuộc đại tuyệt chủng của khủng long và các loài bò sát lớn, nhưng bỏ qua các loài động vật có kích thước nhỏ như các loài động vật có vú, mà khi đó trông giống như chuột. Trong 65 triệu năm qua, các dạng sống máu nóng ngày càng trở nên đa dạng, và một vài triệu năm trước đây thì một loài động vật dáng vượn ở châu Phi đã có khả năng đứng thẳng. Điều này cho phép chúng sử dụng công cụ và thúc đẩy giao tiếp cũng như cung cấp các chất dinh dưỡng và các yếu tố kích thích cần thiết cho một bộ não lớn hơn. Sự phát triển của nông nghiệp, và sau đó là sự văn minh, cho phép con người trong một khoảng thời gian ngắn gây ảnh hưởng đến Trái Đất nhiều hơn bất kì một dạng sống nào khác, thậm chí cả tính chất cũng như số lượng của các loài sinh vật khác.
Các thời kỳ băng hà bắt đầu từ 40 triệu năm trước và phát triển trong suốt thế Pleistocen vào khoảng 3 triệu năm trước. Chu kì hình thành và tan băng lặp đi lặp lại trong các vùng cực theo chu kì 40-100 nghìn năm. Thời kỳ băng hà gần đây kết thúc vào khoảng 10.000 năm trước.

### Tương lai

Vòng đời của Mặt Trời (tỉ năm), từ trái sang:
Bắt đầu - Hiện tại - Nhiệt độ tăng dần - Sao khổng lồ đỏ - Suy sụp hấp dẫn - Sao lùn trắng,...

Tương lai của hành tinh này có quan hệ mật thiết với Mặt Trời. Là kết quả của sự tăng cường nguyên tử heli một cách từ từ trong lõi của Mặt Trời, độ sáng của ngôi sao này đang từ từ tăng lên. Độ sáng của Mặt Trời sẽ tăng 10% trong 1,1 tỷ năm tới, 40% trong 3,5 tỷ năm tới. Các mô hình khí hậu chỉ ra rằng việc các tia phóng xạ chạm đến Trái Đất nhiều hơn sẽ tạo nên các hậu quả khủng khiếp, bao gồm sự biến mất của các đại dương.
Sự tăng nhiệt độ trên bề mặt Trái Đất sẽ đẩy nhanh chu trình CO2 phi sinh học, giảm mật độ của khí này cho đến khi các loài thực vật chết (10 ppm đối với thực vật C4) trong vòng 900 triệu tới 1,2 tỷ năm. Sự thiếu hụt các loại cây xanh sẽ tạo ra hiện tượng thiếu oxy trong bầu khí quyển, khiến cho các loại động vật trên Trái Đất sẽ bị tuyệt chủng hoàn toàn trong vài triệu năm sau đó, sự sống sẽ chỉ còn lại các dạng đơn giản sống trong các túi nước nằm sâu trong lòng đất hoặc ở 2 vùng cực. Tới 1,3 tỷ năm sau, các sinh vật nhân chuẩn sẽ tuyệt chủng, chỉ còn các sinh vật nhân sơ còn sống. Tới 2,8 tỷ năm sau, nhiệt độ Trái Đất sẽ lên tới 147 độ C ngay cả ở vùng cực, toàn bộ nước trên bề mặt sẽ biến mất và sự sống sẽ hoàn toàn bị tiêu diệt và nhiệt độ trung bình toàn cầu sẽ đạt tới 70 °C. Trái Đất được mong đợi rằng có thể hỗ trợ sự sống thêm 500 triệu năm nữa, dù thời gian này có thể kéo 2,3 tỉ năm nếu nitơ được loại bỏ khỏi bầu khí quyển. Cho dù Mặt Trời có tồn tại vĩnh cửu và không thay đổi, quá trình lạnh đi của Trái Đất sẽ khiến cho lượng CO2 giảm dần do sự suy giảm của các hoạt động núi lửa và 35% nước của các đại dương lặn xuống lớp phủ do quá trình lưu thông hơi nước của sống núi giữa đại dương giảm.
Mặt Trời, trong quá trình tiến hóa của nó, sẽ trở thành một sao khổng lồ đỏ trong khoảng 5 tỷ năm nữa. Các mô hình cho thấy rằng Mặt Trời sẽ mở rộng, tăng bán kính lên gấp 250 lần hiện tại, xấp xỉ 1 AU (150.000.000 km). Tương lai của Trái Đất kém rõ ràng hơn. Dưới dạng một sao khổng lồ đỏ, Mặt Trời sẽ mất đi 30% khối lượng, khiến cho, không tính đến các ảnh hưởng về thủy triều, Trái Đất sẽ chuyển đến quỹ đạo 1,7 AU (250.000.000 km) so với Mặt Trời khi ngôi sao này đạt đến bán kính tối đa. Do đó người ta hy vọng rằng Trái Đất sẽ thoát khỏi được lớp không khí bao quanh Mặt Trời, dù rằng phần lớn, không phải tất cả, các loài sinh vật còn lại cũng sẽ nhanh chóng bị tuyệt chủng khi độ sáng của Mặt Trời tăng lên. Nhưng, các mô phỏng gần đây cho thấy quỹ đạo của Trái Đất sẽ biến mất do tác dụng của thủy triều và lực hút, làm cho nó bị hút vào vùng bao quanh Mặt Trời và bị phá hủy.

## Tính chất vật lý
Trái Đất là một hành tinh đất đá, có nghĩa là nó có cấu tạo đất đá cứng, khác với những hành tinh khí khổng lồ như Sao Mộc. Trái Đất là hành tinh lớn nhất trong bốn hành tinh đất đá của hệ Mặt Trời, về cả kích thước và khối lượng. Trong bốn hành tinh này, Trái Đất có độ đặc lớn nhất, hấp dẫn bề mặt lớn nhất, từ trường mạnh nhất, tốc độ quay nhanh nhất. Và đồng thời nó cũng là hành tinh đất đá duy nhất mà các mảng kiến tạo còn hoạt động.

### Hình dạng
| Hợp chất              | Công thức | Tỉ lệ phần trăm |
| --------------------- | --------- | --------------- |
| Silica                | SiO2      | 59,71%          |
| Alumina               | Al2O3     | 15,41%          |
| Vôi                   | CaO       | 4,90%           |
| Oxide magiê           | MgO       | 4,36%           |
| Oxide natri           | Na2O      | 3,55%           |
| Oxide sắt (II)        | FeO       | 3,52%           |
| Oxide kali            | K2O       | 2,80%           |
| Oxide sắt (III)       | Fe2O3     | 2,63%           |
| Nước                  | H2O       | 1,52%           |
| Oxide titan           | TiO2      | 0,60%           |
| Diphosphor pentaoxide | P2O5      | 0,22%           |
| Tổng cộng             | Tổng cộng | 99,22%          |

Hình dạng của Trái Đất rất gần với hình phỏng cầu là hình cầu bị nén dọc theo hướng từ địa cực tới chỗ phình ra ở xích đạo. Phần phình ra này là kết quả của quá trình tự quay và khiến cho độ dài đường kính tại đường xích đạo dài hơn 43 km so với độ dài đường kính tính từ cực tới cực. Độ dài đường kính trung bình của hình phỏng cầu tham chiếu vào khoảng 12.745 km, xấp xỉ với 40.000 km/π, mét được định nghĩa bằng 1/10.000.000 khoảng cách từ xích đạo đến cực Bắc đo qua Paris, Pháp.
Địa hình các khu vực khác nhau đều có các sai lệch nhất định so với hình phỏng cầu đã được lý tưởng hóa này và nếu xét ở quy mô toàn cầu thì độ lệch này thường rất nhỏ, còn đối với một khu vực nhỏ thì Trái Đất có dung sai vào khoảng 1/584, tức 0,17% so với hình phỏng cầu tham chiếu và nhỏ hơn 0,22% dung sai cho phép đối với các quả bóng bi-da. Nơi có độ lệch (độ cao hoặc độ sâu) lớn nhất so với bề mặt Trái Đất là đỉnh Everest (8.848 m trên mực nước biển) và rãnh Mariana (10.911 dưới mực nước biển). Do sự phồng lên ở xích đạo, nơi xa tâm Trái Đất nhất là đỉnh Chimborazo cao 6.268 m ở Ecuador.

### Thành phần hóa học
Khối lượng của Trái Đất vào khoảng 5,98×1024 kg (khoảng 6 ronnagram) bao gồm sắt (32,1%), oxy (30,1%), silic (15,1%), magiê (13,9%), lưu huỳnh (2,9%), niken (1,8%), calci (1,5%), nhôm (1,4%); và các nguyên tố khác 1,2%. Dựa trên lý thuyết về phân tách khối lượng, người ta cho rằng vùng lõi được cấu tạo bởi sắt (88,8%) với một lượng nhỏ niken (5,8%), lưu huỳnh (4,5%), và các nguyên tố khác thì nhỏ hơn 1%.
Nhà hóa học F. W. Clarke tính rằng dưới 47% lớp vỏ Trái Đất chứa oxy và các mẫu đá cấu tạo nên vỏ Trái Đất hầu hết chứa các oxide; clo, lưu huỳnh và fluor là các ngoại lệ quan trọng duy nhất của điều này và tổng khối lượng của chúng trong đá nhỏ hơn 1% rất nhiều. Các oxide chính là oxide silic, nhôm, sắt; các cacbonat calci, magiê, kali và natri. Dioxide silic đóng vai trò như một acid, tạo nên silicat và có mặt trong tất cả các loại khoáng vật phổ biến nhất. Từ một tính toán dựa trên 1.672 phân tích về tất các loại đá, Clarke suy luận rằng 99,22% là cấu tạo từ 11 oxide (nhìn bảng bên phải) và tất cả các thành phần còn lại chỉ chiếm một lượng cực nhỏ.

### Cấu trúc bên trong
Phần bên trong của Trái Đất giống như các hành tinh đất đá khác, chia thành nhiều lớp dựa trên các đặc tính hóa, lý.
- Lớp ngoài của vỏ Trái Đất là một lớp silicat rắn bao gồm bảy mảng kiến tạo riêng biệt nằm trên một lớp chất rắn dẻo. Vỏ Trái Đất phân cách với lớp phủ bởi điểm gián đoạn Mohorovičić, và độ dày thay đổi trung bình 6 km đối với vỏ đại dương và 30–50 km đối với vỏ lục địa. Lớp vỏ và phần trên cùng của lớp phủ cứng, lạnh được gọi là thạch quyển, và các mảng lục địa được tạo trên thạch quyển.
- Dưới thạch quyển là quyển mềm (quyển atheno) do nó được cấu tạo bởi lớp đá "mềm".
- Dưới quyển mềm là lớp phủ có bề dày khoảng 2.900 km và là nơi có độ nhớt cao nhất. Những sự thay đổi quan trọng trong cấu trúc tinh thể bên trong lớp phủ xuất hiện tại độ sâu 410 và 660 km dưới mặt đất, trải qua một đới chuyển tiếp ngăn cách lớp phủ trên và dưới.
- Ở dưới lớp phủ, lõi ngoài có dạng chất lỏng mềm nằm trên lõi trong rắn.[2] Lõi trong có thể quay với vận tốc góc hơi cao hơn so với phần còn lại của hành tinh khoảng 0,1- 0,5° mỗi năm.[66]

| Mặt cắt của Trái Đất từ tâm đến thổ quyển. | Độ sâu km | Các lớp                               | Mật độ g/cm³ |
| ------------------------------------------ | --------- | ------------------------------------- | ------------ |
| Mặt cắt của Trái Đất từ tâm đến thổ quyển. | 0–60      | Thạch quyển (5)                       | —            |
| Mặt cắt của Trái Đất từ tâm đến thổ quyển. | 0–35      | ... Lớp vỏ (6)                        | 2,2–2,9      |
| Mặt cắt của Trái Đất từ tâm đến thổ quyển. | 35–60     | ... Phần trên cùng của manti trên (4) | 3,4–4,4      |
| Mặt cắt của Trái Đất từ tâm đến thổ quyển. | 35–2890   | Quyển manti (3)&(4)                   | 3,4–5,6      |
| Mặt cắt của Trái Đất từ tâm đến thổ quyển. | 100–700   | ... Quyển mềm                         | —            |
| Mặt cắt của Trái Đất từ tâm đến thổ quyển. | 2890–5100 | Lõi ngoài (2)                         | 9,9–12,2     |
| Mặt cắt của Trái Đất từ tâm đến thổ quyển. | 5100–6378 | Lõi trong (1)                         | 12,8–13,1    |

### Nhiệt lượng
Nội nhiệt của Trái Đất được tạo ra bởi sự kết hợp của nhiệt dư được tạo ra trong các hoạt động của Trái Đất (khoảng 20%) và nhiệt được tạo ra do sự phân rã phóng xạ (khoảng 80%). Các đồng vị chính tham gia vào quá trình sinh nhiệt là kali-40, urani-238, urani 235, thori-232. Ở trung tâm của Trái Đất, nhiệt độ có thể đạt tới 7000K và áp suất có thể lên tới 360 Gpa. Do phần lớn nhiệt năng này sinh ra từ sự phân rã của các chất phóng xạ, các nhà khoa học tin rằng vào thời kì đầu của Trái Đất, trước khi số lượng của các đồng vị phóng xạ có chu kì bán rã ngắn bị giảm xuống, nhiệt năng sinh ra của Trái Đất còn cao hơn. Nhiệt năng thêm này gấp hai lần hiện tại vào thời điểm 3 tỉ năm trước  đã làm tăng nhiệt độ mặt đất, tăng tốc độ của quá trình đối lưu manti và kiến tạo mảng, và cho phép tao ra đá macma giống như komatiite mà ngày nay không còn được tạo ra nữa.
| Đồng vị | Nhiệt năng tỏa ra [W/kg đồng vị] | Chu kỳ bán hủy [năm] | Lượng manti tập trung trung bình [kg đồng vị/kg manti] | Nhiệt năng tỏa ra [W/kg manti] |
| ------- | -------------------------------- | -------------------- | ------------------------------------------------------ | ------------------------------ |
| 238U    | 9,46 × 10-5                      | 4,47 × 109           | 30,8 × 10-9                                            | 2,91 × 10-12                   |
| 235U    | 5,69 × 10-4                      | 7,04 × 108           | 0,22 × 10-9                                            | 1,25 × 10-13                   |
| 232Th   | 2,64 × 10-5                      | 1,40 × 1010          | 124 × 10-9                                             | 3,27 × 10-12                   |
| 40K     | 2,92 × 10-5                      | 1,25 × 109           | 36,9 × 10-9                                            | 1,08 × 10-12                   |

Tổng nhiệt năng mà Trái Đất mất đi khoảng 4,2 ×1013 W. Một phần năng lượng nhiệt ở lõi được truyền qua lớp vỏ nhờ chùm manti; đó là một dạng đối lưu bao gồm các đợt dâng lên của các khối đá nóng và có thể tạo ra các điểm nóng và lũ bazan. Một phần nhiệt năng khác của Trái Đất mất đi thông qua hoạt động kiến tạo mảng khi mácma trong manti dâng lên ở các sống núi giữa đại dương. Hình thức mất nhiệt cuối cùng là con đường truyền nhiệt trực tiếp đi qua thạch quyển, phần lớn xuất hiện ở đại dương vì lớp vỏ ở đó mỏng hơn so với ở lục địa.

### Các mảng kiến tạo
|                      |                   |
| Tên mảng             | Diện tích 106 km² |
| Mảng châu Phi        | 78,0              |
| Mảng Nam Cực         | 60,9              |
| Mảng Ấn-Úc           | 47,2              |
| Mảng Á-Âu            | 67,8              |
| Mảng Bắc Mỹ          | 75,9              |
| Mảng Nam Mỹ          | 43,6              |
| Mảng Thái Bình Dương | 103,3             |

Lớp ngoài cứng về mặt cơ học của Trái Đất, tức thạch quyển, bị vỡ thành nhiều mảnh được gọi là các mảng kiến tạo. Các mảng này di chuyển tương đối với nhau theo một trong ba kiểu ranh giới mảng: hội tụ khi hai mảng va chạm; tách giãn khi hai mảng đẩy nhau ra xa, chuyển dạng khi các mảng trượt dọc theo các vết đứt gãy. Các trận động đất, hoạt động núi lửa, sự hình thành các dãy núi, và rãnh đại dương đều xuất hiện dọc theo các ranh giới này. Các mảng kiến tạo nằm trên quyển atheno (quyển mềm), phần rắn nhưng kém nhớt của lớp phủ trên có thể chảy và di chuyển cùng các mảng kiến tạo, và chuyển động của chúng gắn chặt với các kiểu đối lưu bên trong lớp phủ Trái Đất.
Khi các mảng kiến tạo di chuyển, đáy đại dương bị hút chìm ở rìa của lục địa hay tại ranh giới hội tụ. Trong khi đó, sự phun trào mácma ở ranh giới phân kỳ tạo ra các rặng núi giữa đại dương. Sự kết hợp của các quá trình này đẩy lớp vỏ ở đại dương trở lại lớp phủ. Bởi quá trình tái chế này, phần lớn đáy đại dương không quá 100 triệu tuổi. Lớp vỏ đại dương già nhất là ở tây Thái Bình Dương và ước chừng khoảng 200 triệu tuổi. Bên cạnh đó, lớp vỏ lục địa già nhất khoảng 4030 triệu tuổi.
Các mảng lục địa khác bao gồm mảng Ấn Độ, mảng Ả Rập, mảng Caribe, mảng Nazca ở bờ phía tây Nam Mỹ và mảng Scotia ở nam Đại Tây Dương. Mảng Úc thực chất đã hợp nhất với mảng Ấn Độ trong khoảng từ 50 đến 55 triệu năm trước để tạo thành mảng Ấn-Úc. Các mảng kiến tạo di chuyển nhanh nhất là các mảng đại dương, với mảng Cocos di chuyển với tốc độ 75 mm mỗi năm và mảng Thái Bình Dương di chuyển với tốc độ 52–69 mm mỗi năm. Ở một thái cực khác, mảng di chuyển chậm nhất là mảng Á-Âu, di chuyển với tốc độ bình thường 21 mm một năm.

### Bề mặt
Địa hình của Trái Đất ở mỗi vùng mỗi khác. Nước bao phủ khoảng 70,8% bề mặt Trái Đất, với phần lớn thềm lục địa ở dưới mực nước biển. Bề mặt dưới mực nước biển hiểm trở bao gồm hệ thống các dãy núi giữa đại dương kéo dài khắp địa cầu, ví dụ như các núi lửa ngầm, các rãnh đại dương, các hẻm núi dưới mặt biển, các cao nguyên đại dương và đồng bằng đáy. Còn lại 29,2% không bị bao phủ bởi nước; bao gồm núi, sa mạc, cao nguyên, đồng bằng và các địa hình khác.

Bản đồ địa hình Trái Đất.

Bề mặt của hành tinh liên tục tự thay đổi theo thời gian dưới tác dụng của các quá trình kiến tạo và xói mòn. Các hình thái của bề mặt được tạo nên và biến dạng bởi các mảng kiến tạo liên tục bị phong hóa bởi giáng thủy, các chu trình nhiệt và các tác nhân hóa học. Sự đóng băng, sự xói mòn bờ biển, sự hình thành của các dải san hô ngầm, và sự va chạm với các mảnh thiên thạch lớn cũng làm thay đổi địa hình.
Lớp vỏ lục địa bao gồm các vật chất có độ đặc thấp hơn như đá macma granit và andesit. Ít phổ biến hơn là bazan, một loại đá núi lửa đặc là thành phần chính của đáy biển. Đá trầm tích được tạo ra do sự tăng số lượng trầm tích và chúng trở nên gắn kết với nhau. Đá trầm tích bao phủ gần 75% bề mặt lục địa, mặc dù chúng chỉ chiếm khoảng 5% lớp vỏ. Loại đá thứ ba được tìm thấy trên Trái Đất là đá biến chất, được tạo ra do sự biến đổi của các loại đá trước đó dưới tác dụng của áp suất cao, nhiệt độ cao, hoặc cả hai. Các khoáng vật silicat ở bề mặt Trái Đất bao gồm thạch anh, felspat, amphibol, mica, pyroxen, olivin. Các khoáng vật cacbonat bao gồm calcit (tìm thấy trong đá vôi), aragonit và dolomit.
Thổ quyển là lớp ngoài cùng nhất của Trái Đất, được cấu tạo bởi đất và chịu tác động của các quá trình hình thành đất. Nó tồn tại cùng thạch quyển, khí quyển, thủy quyển và sinh quyển. Theo số liệu năm 2009, tổng diện tích đất trồng trọt được chiếm 10.57% tổng diện tích đất bề mặt, với chỉ 1.04% sử dụng được cho việc trồng trọt lâu dài. Gần 40% diện tích đất bề mặt đang được sử dụng để trồng trọt hoặc làm đồng cỏ chăn nuôi, ước tính 1.3 ×107 km² dùng làm đất trồng và 3,4 ×107km² dùng làm đồng cỏ.
Độ cao so với mực nước biển của mặt đất thay đổi từ -418 m ở biển Chết tới 8.848 m trên đỉnh Everest và độ cao trung bình trên mặt nước biển là 840 m.

### Thủy quyển

Đồ thị thể hiện độ cao của bề mặt Trái Đất. Nước bao phủ khoảng 71% bề mặt Trái Đất.

Nguồn nước dồi dào trên bề mặt đất là đặc điểm độc nhất, giúp phân biệt "hành tinh xanh" với các hành tinh khác trong hệ Mặt Trời. Thủy quyển của Trái Đất chủ yếu bao gồm các đại dương, nhưng về lý thuyết nó bao gồm tất cả nước trên bề mặt đất, bao gồm biển nội địa, hồ, sông và mạch nước ngầm ở độ sâu tới 2.000 m. Khu vực sâu nhất dưới đáy biển là "Challenger Deep" thuộc rãnh Mariana ở Thái Bình Dương với độ sâu 10.911,4 m. Độ sâu trung bình của các đại dương là 3.800 m, lớn hơn 4 lần độ cao trung bình của các lục địa. 
Khối lượng nước trong các đại dương xấp xỉ 1,35 ×1018 tấn, hoặc khoảng 1/4400 khối lượng của Trái Đất, và chiếm thể tích 1,386 ×109 km³. Nếu tất cả đất trên Trái Đất được trải phẳng ra, mực nước biển sẽ dâng lên cao hơn 2,7 km. Khoảng 97,5% nước có chứa muối, còn lại 2,5% là nước ngọt và phần lớn nước ngọt, khoảng 68,7%, đang ở dạng băng.
Khoảng 3,5% tổng khối lượng của các đại dương là muối và phần lớn lượng muối này được đẩy ra từ các hoạt động núi lửa hay tách ra từ đá macma nguội. Các đại dương đều có chứa đầy khí hòa tan trong nước, yếu tố thiết yếu đối với sự sống của các sinh vật biển. Nước biển có ảnh hưởng lớn tới khí hậu của cả thế giới và các đại dương có vai trò như nguồn giữ nhiệt. Sự thay đổi trong phân bố nhiệt đại dương tạo ra sự thay đổi quan trọng về thời tiết, như El Nino.

### Khí quyển
Áp suất khí quyển trung bình tác dụng lên bề mặt Trái Đất là 101,325 kPa ở độ cao 8,5 km. Không khí chứa 78% nitơ và 21% oxy, còn lại là hơi nước, dioxide cacbon và các phân tử khí khác. Độ cao của tầng đối lưu thay đổi theo vĩ độ vào khoảng 8 km ở các vùng cực và 17 km ở xích đạo, với các sự thay đổi ảnh hưởng bởi các yếu tố mùa và thời tiết.
Sinh quyển của Trái Đất tạo ra các thay đổi khá lớn đối với bầu khí quyển. Sự quang hợp oxy tiến hóa từ 2,7 tỷ năm trước, tạo ra bầu không khí chứa nitơ-oxy tồn tại ngày nay. Sự thay đổi này tạo điều kiện thuận lợi cho sự phổ biến của các vi sinh vật ưa khí, cũng như việc tầng ôzôn - cùng với từ trường của Trái Đất- đã ngăn chặn các tia phóng xạ, cho phép sự sống tồn tại trên Trái Đất. Các chức năng khác của khí quyển đối với sự sống bao gồm vận chuyển, cung cấp các loại khí hữu dụng, đốt cháy các thiên thạch nhỏ trước khi chúng chạm đất và điều hòa nhiệt độ. Hiện tương cuối cùng được biết dưới cái tên hiệu ứng nhà kính: các phân tử khí thu nhiệt năng tỏa ra từ mặt đất, làm tăng nhiệt độ trung bình. Cacbon dioxide, hơi nước, metan và ozon là các khí nhà kính đầu tiên trong bầu khí quyển của Trái Đất. Nếu không có hiệu ứng duy trì nhiệt này, nhiệt độ trung bình bề mặt sẽ là -18 °C và sự sống sẽ không có khả năng tồn tại.

#### Thời tiết và khí hậu

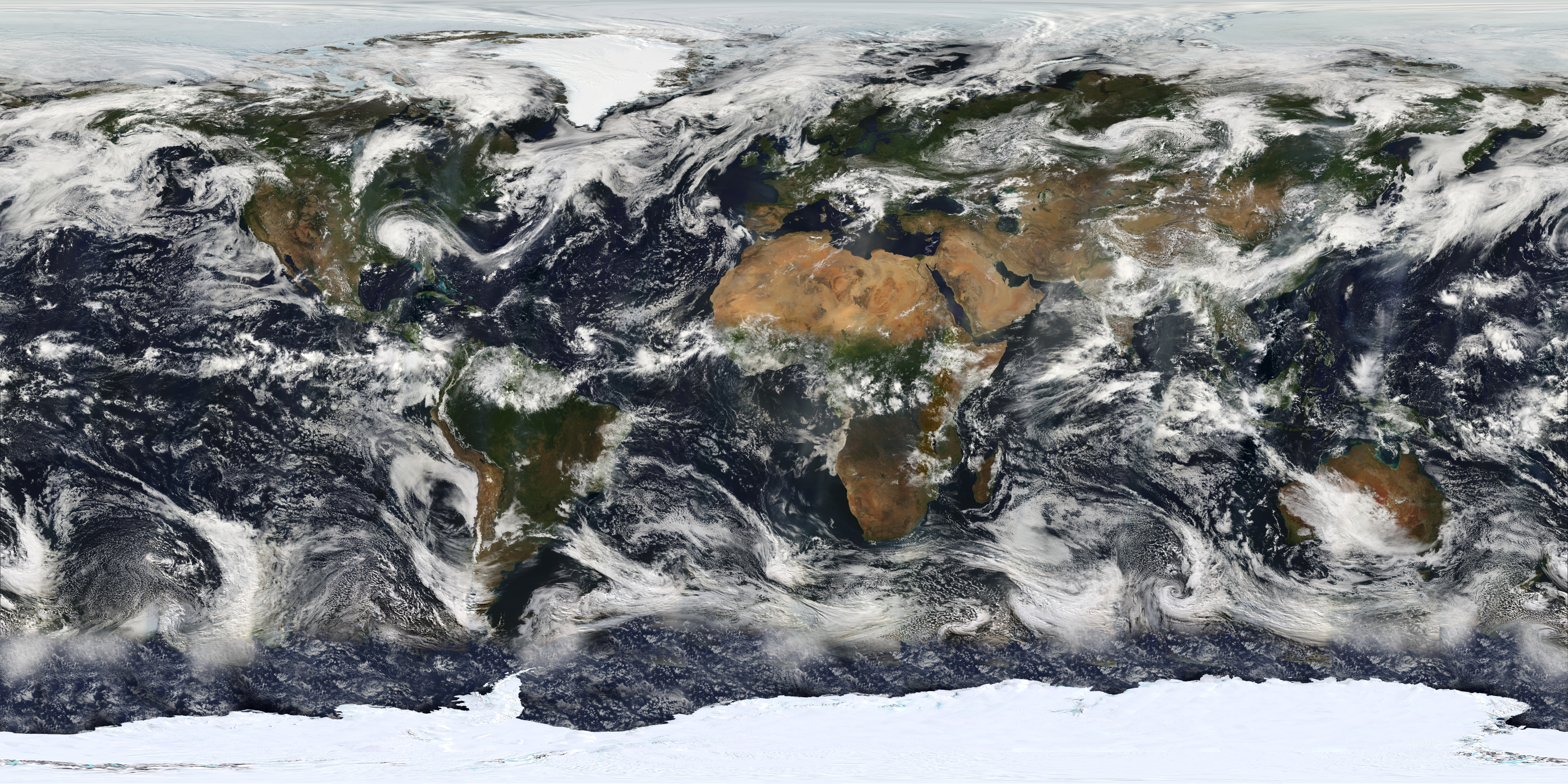
Tổng hợp hình chụp vệ tinh địa tĩnh GOES của NESDIS độ phân giải trung bình (MODIS) chụp các khu vực bề mặt Trái Đất bị mây bao phủ 11 tháng 7 năm 2005.

Khí quyển của Trái Đất không có ranh giới xác định, ngày càng trở nên mỏng hơn và loãng vào không gian. Ba phần tư khối lượng của khí quyển tập trung trong khoảng 11 km từ bề mặt hành tinh. Tầng thấp nhất này được gọi là tầng đối lưu, ở đây năng lượng Mặt Trời sẽ đốt nóng nó và bề mặt đất làm không khí giãn nở. Lớp khí mật độ thấp này bay lên trên, và thay thế vào đó là lớp khí lạnh hơn, mật độ dày hơn. Kết quả tạo ra sự lưu thông không khí, cơ chế thay đổi thời tiết và khí hậu thông qua sự phân phối lại nhiệt năng.
Các vành đai lưu thông không khí bao gồm gió mậu dịch ở vùng xích đạo dưới vĩ độ 30° và gió tây hoạt động trong khu vực giữa vĩ độ 30° và 60°. Các hải lưu cũng là những yếu tố quan trọng ảnh hưởng tới khí hậu, đặc biệt là sự luân chuyển nhiệt muối, phân phối lại nhiệt năng từ các đại dương nằm trên xích đạo về vùng cực.
Hơi nước được sinh ra thông qua việc bốc hơi bề mặt, được vận chuyển bằng chu trình tuần hoàn trong khí quyển. Khi điều kiện không khí cho phép việc đẩy không khí nóng ẩm lên cao thì lượng nước này ngưng tụ và rơi xuống bề mặt gọi là giáng thủy. Phần lớn lượng nước này lại được vận chuyển trở về nơi bốc hơi, thường là các đại dương hoặc các hồ nước, nhờ hệ thống sông ngòi. Vòng tuần hoàn nước là một hiện tượng cần thiết cho sự sống và là yếu tố tham gia vào hiện tượng xói mòn địa hình trong suốt các thời kì địa chất. Các hiện tượng giáng thủy có khác biệt rất lớn, từ vài mét một năm tới chưa đầy một milimét. Sự lưu thông không khí, các đặc điểm địa hình và nhiệt độ khác nhau giúp xác định lượng giáng thủy trung bình ở mỗi vùng.
Trái Đất có thể chia thành các đới có khí hậu đồng nhất theo vĩ độ. Từ xích đạo đến các cực lần lượt có các kiểu khí hậu: nhiệt đới, cận nhiệt đới, ôn đới, hàn đới (khí hậu vùng cực). Khí hậu cũng có thể chia dựa trên nhiệt độ và lượng giáng thủy, với các vùng khí hậu đặc trưng có không khí đồng nhất. Hệ thống phân loại khí hậu Köppen (sau này được Rudolph Geiger, học trò của Wladimir Köppen, sửa đổi) chia Trái Đất thành 5 nhóm lớn (khí hậu kiểu nhiệt đới/đại nhiệt, khí hậu khô, khí hậu ôn đới/ trung nhiệt, khí hậu lục địa/ tiểu nhiệt, khí hậu vùng cực), sau đó lại được chia nhỏ hơn nữa.

#### Tầng khí quyển trên

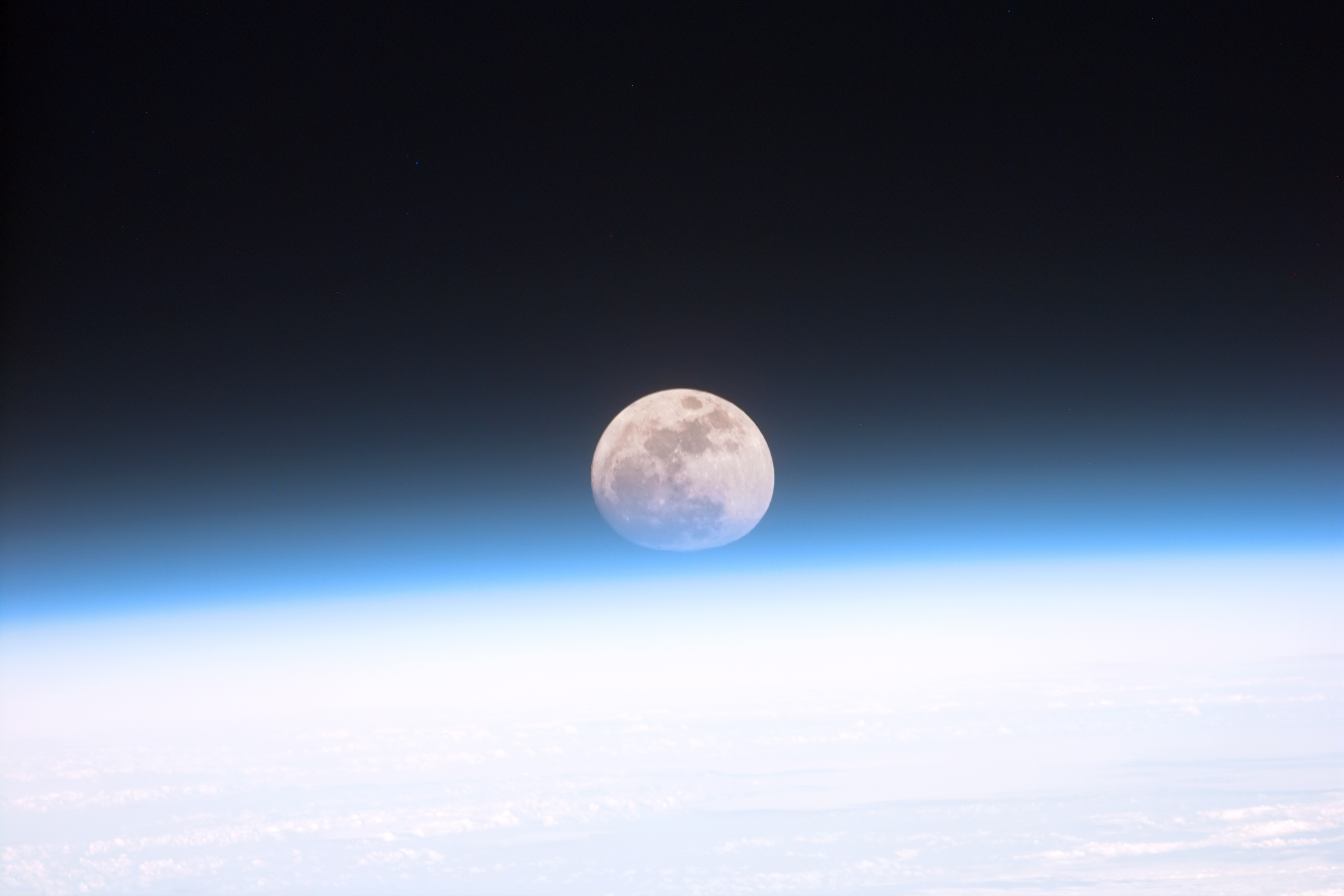
Hình ảnh chụp từ trên quỹ đạo cho thấy trăng tròn bị khí quyển Trái Đất làm che mờ một phần. Ảnh của NASA.

Phía trên tầng đối lưu, bầu không khí được chia thành tầng bình lưu, tầng trung lưu và tầng nhiệt. Mỗi tầng có một tỉ lệ giảm nhiệt độ theo độ cao khác nhau. Phía trên các tầng này, có tầng ngoài mỏng dần đi vào từ quyển. Đây là nơi từ trường của Trái Đất tương tác với gió Mặt Trời. Một bộ phận của bầu khí quyển quan trọng cho sự sống là tầng ôzôn, một bộ phận của tầng bình lưu cản các tia cực tím. Đường Kármán nằm ở độ cao 100 km so với bề mặt Trái Đất là ranh giới giữa khí quyển và không gian.
Dựa trên nhiệt năng, một số phân tử ở rìa ngoài khí quyển của Trái Đất có thể tự tăng tốc độ đến mức chúng có thể thoát khỏi lực hút của Trái Đất. Quá trình này diễn ra chậm nhưng không khí vẫn dần dần thoát vào không gian. Bởi hiđrô có khối lượng phân tử thấp, nên chúng có thể dễ dàng đạt tới vận tốc vũ trụ cấp 2 và chúng có tỉ lệ thoát vào không gian cao hơn hẳn các loại khí khác. Quá trình rò rỉ hiđrô vào không gian là một yếu tố tham gia vào việc đẩy Trái Đất từ trạng thái khử lúc đầu sang trạng thái oxy hóa hiện tại. Sự quang hợp là quá trình cung cấp oxy tự do, nhưng người ta tin rằng sự biến mất của các chất khử như hiđrô là điều kiện cần thiết cho quá trình tăng lượng oxy trong bầu khí quyển. Quá trình hiđrô thoát khỏi khí quyển Trái Đất có thể đã ảnh hưởng giúp cho sự sống phát triển trên hành tinh. Trong khí quyển giàu oxy hiện tại, phần lớn hiđrô bị chuyển thành dạng nước trước khi chúng kịp thoát khỏi bầu khí quyển. Thay vào đó, phần lớn lượng hiđrô mất đi là từ sự phân hủy khí mêtan trong tầng thượng khí quyển.

### Từ trường
Từ trường của Trái Đất có hình dạng gần giống như một lưỡng cực từ, với các cực từ gần trùng với các địa cực của Trái Đất. Theo thuyết dynamo, từ trường Trái Đất được tạo ra trong vùng lõi ngoài nóng chảy của Trái Đất, nơi mà nhiệt lượng tạo ra các chuyển động đối lưu của các vật chất dẫn điện, tạo ra dòng điện. Các dòng điện này đến lượt mình tạo ra từ trường. Các chuyển động đối lưu trong lõi rất lộn xộn, chuyển hướng theo chu kỳ. Hiện tượng này là nguyên nhân của hiện tương đảo cực địa từ diễn ra định kì một vài lần trong mỗi triệu năm. Sự đảo cực quan sát rõ trong địa tầng gần đây nhất, xảy ra vào giữa Kỷ Đệ Tứ, 781000 năm trước, là Đảo ngược Brunhes-Matuyama. Sự đảo cực ngắn gần đây nhất là sự kiện Laschamp xảy ra 41.000 năm trước, trong thời kỳ băng hà cuối cùng, trong đó thời gian đảo cực dài cỡ 440 năm.
Từ trường tạo nên từ quyển làm lệch hướng các điện tử của gió Mặt Trời. "Sốc hình cung" hướng về phía Mặt Trời nằm ở khoảng cách gấp 13 lần bán kính Trái Đất. Sự va chạm giữa từ trường Trái Đất và gió Mặt Trời tạo ra vành đai bức xạ Van Allen, một cặp những vùng tích điện dạng vòng cung đồng tâm hình đế hoa. Khi thể plasma xâm nhập vào bầu khí quyển của Trái Đất ở các cực, chúng tạo ra cực quang.

## Quỹ đạo và chuyển động tự quay

### Chuyển động tự quay
Đọc thêm: Tương tác hấp dẫn

Chuyển động tự quay quanh trục của Trái Đất.

Chu kỳ tự quay của Trái Đất tương đối với Mặt Trời – một ngày Mặt Trời trung bình - vào khoảng 86.400 giây Mặt Trời trung bình. Mỗi giây này dài hơn một giây thuộc hệ SI một chút bởi ngày Mặt Trời hiện nay của Trái Đất dài hơn so với thế kỷ XIX do gia tốc thủy triều.
Chu kỳ tự quay của Trái Đất xét từ các định tinh, được IERS gọi là ngày định tinh, dài 86.164,098903691 giây thời gian Mặt Trời trung bình (UT1) hay 23h 56m 4,098903691s. Chu kì Trái Đất tự quay xét theo tuế sai hay chuyển động của xuân phân trung bình, bị đặt tên sai là ngày thiên văn, dài 86.164,09053083288 giây Mặt Trời trung bình (UT1) hay 23h 56m 4,09053083288s. Vì thế ngày thiên văn ngắn hơn ngày định tinh khoảng 8,4 ms. Độ dài của ngày Mặt Trời trung bình tính theo giây hệ SI có sẵn tại IERS cho các giai đoạn từ 1623-2005. và 1962-2005.
Ngoài các thiên thạch trong khí quyển và các vệ tinh quỹ đạo thấp thì chuyển động biểu kiến chính của các thiên thể trên bầu trời Trái Đất là sang phía Tây với tốc độ 15° một giờ hay 15' một phút. Điều này tương đương với đường kính biểu kiến của Mặt Trời và Mặt Trăng sau mỗi hai phút; kích thước góc của Mặt Trời và Mặt Trăng nhìn từ Trái Đất là gần như bằng nhau.

### Quỹ đạo

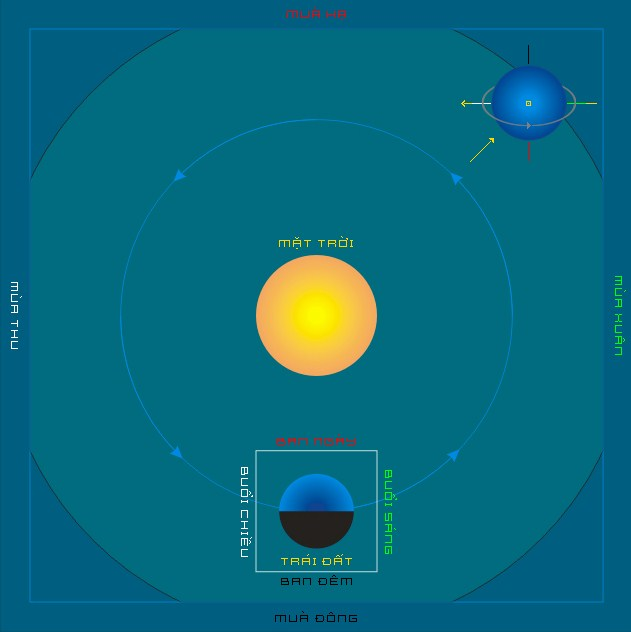
Quỹ đạo Trái Đất và bốn mùa.

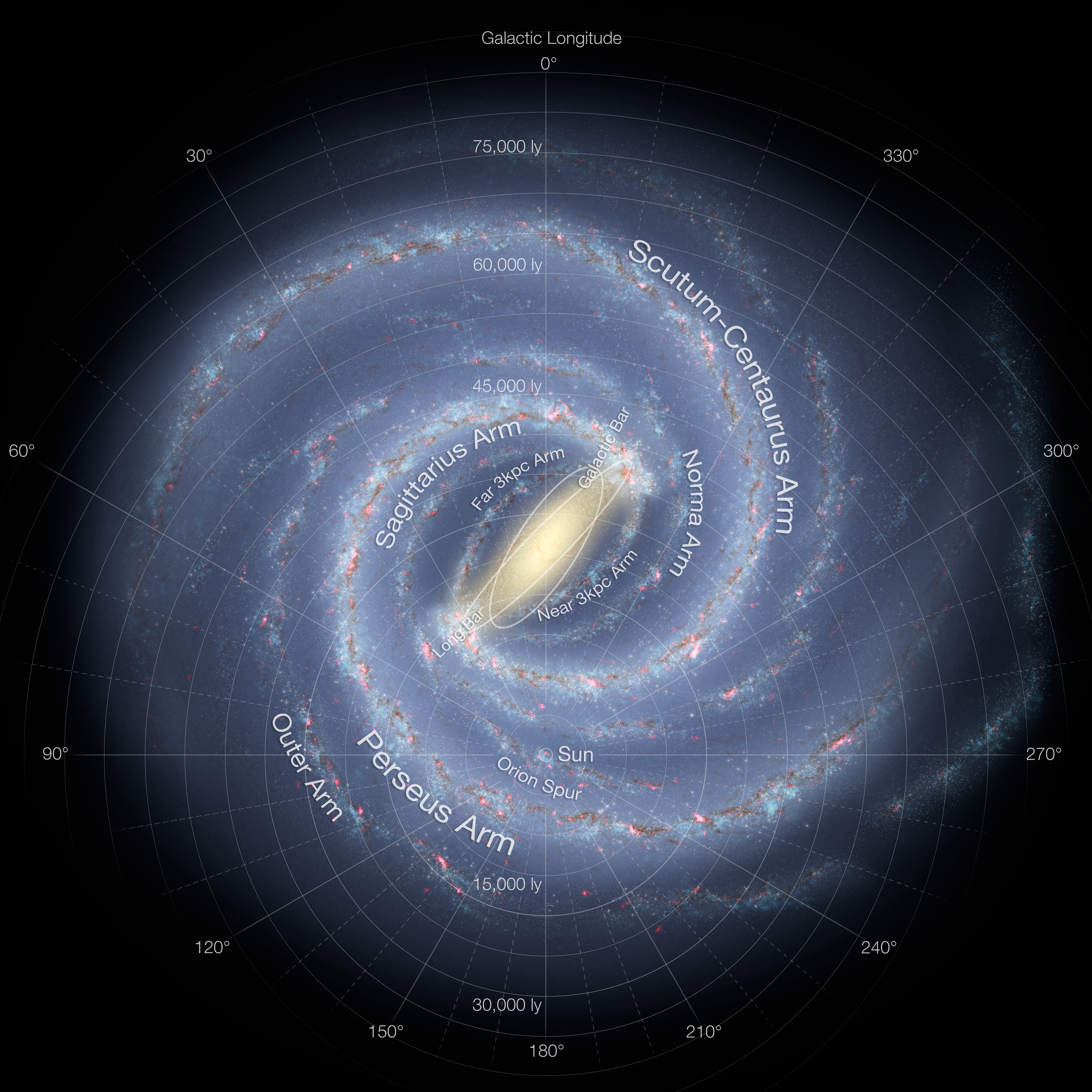
Hình minh họa dải Ngân Hà, với vị trí của Mặt Trời tại giao các đường thẳng chia góc.
Hình vẽ của NASA/JPL-Caltech/R. Hurt.

Trái Đất quay trên quỹ đạo quanh Mặt Trời với khoảng cách trung bình 149,6 triệu km hết 365,2564 ngày Mặt Trời trung bình (1 năm thiên văn, số liệu đo được đến năm 2006)[xem thảo luận]. Quỹ đạo của Trái Đất xung quanh Mặt Trời gọi là đường hoàng đạo. Trên đường hoàng đạo có các điểm đặc biệt là: điểm cận nhật, điểm viễn nhật, điểm xuân phân, điểm hạ chí, điểm thu phân, điểm đông chí. Góc giữa điểm cận nhật và điểm xuân phân (tính theo chiều chuyển động) hiện nay khoảng 77° (mỗi năm góc này giảm khoảng 1'02"). Quan sát từ Trái Đất, chuyển động biểu kiến của Mặt Trời thể hiện bằng sự thay đổi vị trí tương đối của nó so với các ngôi sao, với vận tốc góc khoảng 1°/ngày, hay một khoảng cách bằng đường kính góc của Mặt Trăng hay Mặt Trời cứ sau mỗi 12 giờ về phía đông. Vì chuyển động này, trung bình nó mất 24 giờ - một ngày Mặt Trời - để Trái Đất hoàn thành một vòng tự quay quanh trục sao cho Mặt Trời lại trở lại đường Tý Ngọ (kinh tuyến thiên cầu). Vận tốc quỹ đạo của Trái Đất khoảng 30 km/s, đủ để đi hết quãng đường bằng đường kính Trái Đất (~12.700 km) trong 7 phút, hay khoảng cách đến Mặt Trăng (384.000 km) trong 3 giờ 33 phút.
Mặt Trăng quay cùng Trái Đất một vòng quanh tâm khối chung hết 27,32 ngày so với các ngôi sao trên nền. Khi kết hợp với chu kỳ quay quanh Mặt Trời của hệ Trái Đất-Mặt Trăng thì thời gian của một tháng giao hội từ sóc này tới sóc kế tiếp là 29,53 ngày. Quan sát từ cực Bắc thiên cầu, chuyển động của Trái Đất, Mặt Trăng và sự tự quay quanh trục của chúng là ngược chiều kim đồng hồ. Nhìn từ một điểm cao thuận lợi trên cực Bắc của cả Trái Đất và Mặt Trời, Trái Đất dường như quay quanh Mặt Trời theo chiều ngược chiều kim đồng hồ. Mặt phẳng quỹ đạo và mặt phẳng trục không vuông góc với nhau: trục Trái Đất nghiêng một góc khoảng 66,56° so với mặt phẳng hoàng đạo, còn mặt phẳng quỹ đạo Mặt Trăng (còn gọi là mặt phẳng bạch đạo) nghiêng khoảng 5,14° so với mặt phẳng hoàng đạo. Nếu không có độ nghiêng như vậy thì cứ hai tuần lại có hiện tượng thực với nhật thực và nguyệt thực xen kẽ nhau.

Trường hấp dẫn của Mặt Trời và Trái Đất tạo ra điểm Lagrange, nơi được cho là cân bằng hấp dẫn.

Quyển Hill (đặt theo tên nhà thiên văn học người Mỹ George William Hill) là quyển (vùng không gian) tầm ảnh hưởng của lực hấp dẫn của Trái Đất, có bán kính khoảng 1,5 Gm (hay 1.500.000 km). Đây là khoảng cách lớn nhất mà lực hấp dẫn của Trái Đất có thể thắng được lực hấp dẫn của Mặt Trời và các hành tinh khác. Các vật thể phải quay quanh Trái Đất trong khu vực này, hoặc chúng không bị trói buộc bởi lực hấp dẫn của Mặt Trời.
Trái Đất, cũng như toàn bộ hệ Mặt Trời nằm trong dải Ngân Hà, quay quanh tâm của Ngân Hà với khoảng cách 25.000-28.000 năm ánh sáng, với vận tốc khoảng 220 km/s, với chu kỳ khoảng 225-250 triệu năm. Hiện nay nó nằm ở vị trí cách phía trên mặt phẳng xích đạo của Ngân Hà khoảng 20 năm ánh sáng, trong nhánh xoắn ốc Orion.

### Độ nghiêng trục và các mùa
Do độ nghiêng trục quay của Trái Đất, lượng ánh sáng Mặt Trời chạm tới một điểm cho trước trên bề mặt thay đổi liên tục trong một năm. Kết quả là tạo ra hiện tượng mùa, với mùa hè xuất hiện ở Bắc Bán cầu khi cực Bắc hướng về phía Mặt Trời trong khi mùa đông xuất hiện ở cực Nam. Trong suốt mùa hè, ngày dài hơn và Mặt Trời lên cao hơn. Vào mùa đông, khí hậu trở nên lạnh hơn và ngày ngắn hơn. Trên vòng Bắc cực, hiện tượng cực điểm xảy ra khi không có ánh sáng ban ngày trong suốt một khoảng thời gian trong năm - một ban đêm vùng cực. Ở Nam bán cầu hiện tượng xảy ra theo trật tự nghịch đảo chính xác, do cực Nam luôn luôn ngược hướng với cực Bắc.

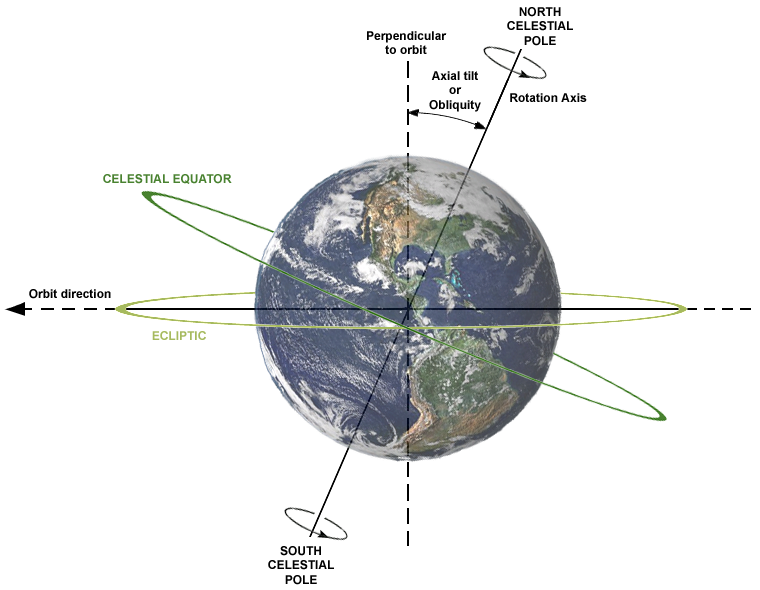
Trục tự quay của Trái Đất nghiêng so với mặt phẳng hoàng đạo góc xấp xỉ 23,5°.

Theo các quy ước thiên văn học, bốn mùa được xác định bởi các điểm chí- các điểm trên quỹ đạo mà trục tự quay của Trái Đất tạo thành góc có các giá trị cực trị (cực đại hay cực tiểu) khi so với đường thẳng về phía Mặt Trời - và các điểm phân, khi hướng của trục và hướng về phía Mặt Trời là vuông góc với nhau. Tại Bắc Bán cầu, đông chí diễn ra vào khoảng ngày 21 tháng 12, hạ chí diễn ra vào khoảng ngày 21 tháng 6, xuân phân xảy ra vào khoảng ngày 20 tháng 3 và thu phân diễn ra vào khoảng ngày 23 tháng 9.
Góc nghiêng của trục Trái Đất (so với mặt phẳng hoàng đạo) là tương đối ổn định theo thời gian. Nhưng sự nghiêng của trục chịu sự tác động của chương động; một chuyển động không đều rất nhỏ với chu kỳ 18,6 năm. Hướng của trục Trái Đất (chứ không phải góc nghiêng) cũng thay đổi theo thời gian, tuế sai quay một vòng tròn kín với chu kỳ hơn 25.800 năm; tuế sai này là nguyên nhân cho sự khác biệt giữa năm thiên văn và năm chí tuyến. Tất cả các chuyển động này đều được tạo ra do lực hấp dẫn thay đổi của Mặt Trăng và Mặt Trời tác dụng lên phần lồi ra tại xích đạo của Trái Đất. Từ điểm nhìn của Trái Đất, các cực cũng di chuyển vài mét trên bề mặt. Chuyển động của các cực có nhiều thành phần có chu kỳ và phức tạp, được gọi chung là "chuyển động tựa chu kỳ". Ngoài thành phần hàng năm của chuyển động này, có một chu kỳ 14 tháng được gọi là dao động Chandler. Vận tốc tự quay của Trái Đất cũng thay đổi theo một hiện tượng được biết dưới tên gọi sự thay đổi độ dài của ngày.
Trong kỷ nguyên J2000, điểm cận nhật của Trái Đất diễn ra vào 3 tháng 1, và điểm viễn nhật diễn ra vào 4 tháng 7. Nhưng những thời điểm này thay đổi theo thời gian do tuế sai và các yếu tố quỹ đạo khác theo một chu kỳ gọi là chu kỳ Milankovitch. Sự thay đổi khoảng cách giữa Mặt Trời và Trái Đất tạo ra sự tăng thêm khoảng 6,9% năng lượng Mặt Trời tới Trái Đất tại điểm cận nhật so với điểm viễn nhật. Do Nam bán cầu hướng về phía Mặt Trời vào khoảng xung quanh thời điểm cận nhật, nên bán cầu này nhận được nhiều năng lượng hơn Bắc bán cầu trong hành trình cả năm. Nhưng, hiệu ứng này nhỏ hơn rất nhiều so với thay đổi năng lượng tổng cộng do độ nghiêng trục quay và phần lớn năng lượng dư này được hấp thụ bởi tỷ lệ nước cao hơn ở Nam bán cầu.

## Mặt Trăng

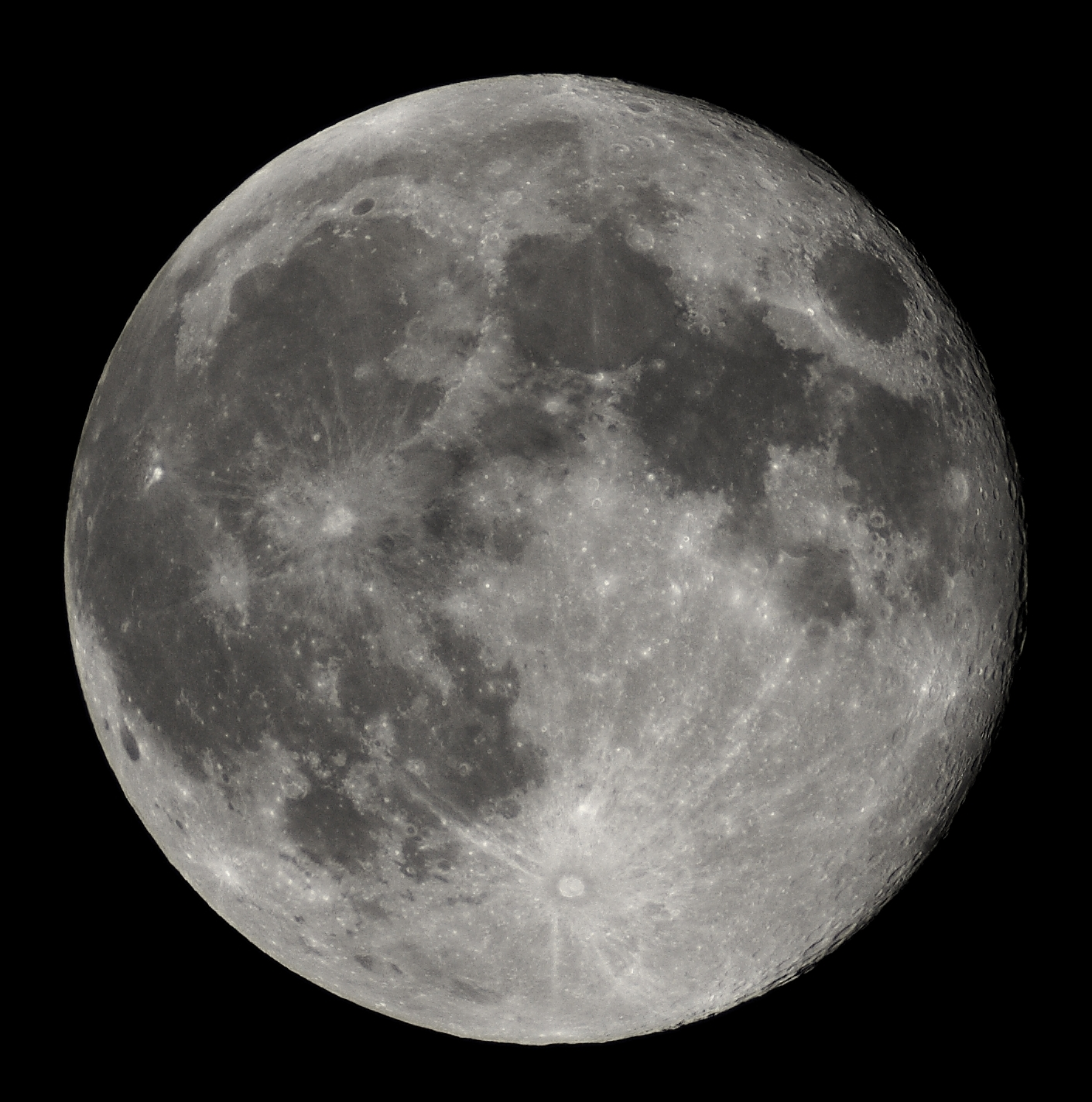
Mặt Trăng với góc nhìn từ Trái Đất, tháng 10 năm 2006.

Mặt Trăng là một vệ tinh đất đá tương đối lớn, tương tự như các hành tinh, có đường kính bằng khoảng 1/4 đường kính Trái Đất. Mặt Trăng là vệ tinh có kích thước lớn nhất, khi tính tương đối so với kích thước hành tinh nó quay quanh.
Lực hấp dẫn giữa Trái Đất và Mặt Trăng sinh ra thủy triều trên Trái Đất. Hiệu ứng tương tự trên Mặt Trăng dẫn đến khóa thủy triều của nó: chu kỳ tự quay của Mặt Trăng bằng với chu kỳ quay quanh Trái Đất. Kết quả là nó luôn luôn hướng một mặt về hướng Trái Đất. Khi Mặt Trăng quay quanh Trái Đất, các phần khác nhau trên bề mặt của nó được Mặt Trời chiếu sáng, nên có các pha của Mặt Trăng: phần sẫm trên bề mặt được phân cách với phần sáng bằng đường phân cách Mặt Trời.
Do sự tương tác thủy triều, Mặt Trăng ngày càng cách xa Trái Đất với tốc độ trung bình 38 mm mỗi năm. Trong suốt vài triệu năm, những sự thay đổi nhỏ này – và sự dài ra của ngày trên Trái Đất vào khoảng 23 µs một năm - đã tạo ra những sự thay đổi đáng kể. Chẳng hạn, trong suốt kỷ Devon (vào khoảng 410 triệu năm trước) có 400 ngày trong một năm, với mỗi ngày kéo dài trong 21,8 giờ.
Mặt Trăng tác động lên sự sống thông qua việc điều hòa khí hậu. Các chứng cứ hóa thạch và giả lập máy tính chỉ ra rằng độ nghiêng trục của Trái Đất được ổn định bởi tương tác thủy triều với Mặt Trăng. Một số người cho rằng nếu không có sự ổn định này để chống lại các mômen xoắn do tác động của Mặt Trời và các hành tinh khác tới Trái Đất thì trục tự quay của Trái Đất có thể đã không ổn định và hỗn loạn, giống như trên Sao Hỏa. Nếu trục tự quay của Trái Đất gần với mặt phẳng quỹ đạo, khí hậu Trái Đất có lẽ sẽ cực kỳ khắc nghiệt do tạo ra sự sai biệt theo mùa cực lớn. Một cực sẽ gần như hướng thẳng tới Mặt Trời và luôn trong mùa hè và cực kia luôn luôn trong mùa đông. Các nhà hành tinh học cho rằng khi đó phần lớn các loại hình sự sống cao cấp sẽ bị hủy diệt. Điều này vẫn là một chủ đề gây tranh cãi và các nghiên cứu tiếp theo về Sao Hỏa - giống với Trái Đất về chu kỳ tự quay và độ nghiêng trục, nhưng không có vệ tinh đủ lớn hay lõi lỏng - có thể cung cấp các thông tin bổ sung.

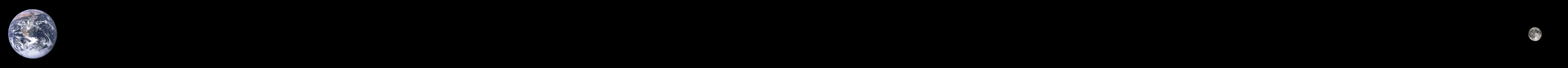
Hình ảnh biểu diễn theo tỉ lệ khoảng cách giữa Trái Đất với Mặt Trăng và kích thước của chúng.

Mặt Trăng là vừa đủ xa để khi nhìn từ Trái Đất, có kính thước góc biểu kiến giống như Mặt Trời (Mặt Trời có đường kính lớn hơn Mặt Trăng 400 lần, và khoảng cách xa Trái Đất bằng gấp 400 lần quãng đường giữa Mặt Trăng và Trái Đất). Điều này cho phép hiện tượng nhật thực toàn phần cũng như nhật thực hình khuyên diễn ra trên Trái Đất.
Giả thuyết phổ biến nhất về nguồn gốc của Mặt Trăng cho rằng nó được tạo thành sau va đập của một tiền hành tinh, gọi là Theia có kích thước cỡ Sao Hỏa, với Trái Đất ở thời kỳ đầu. Giả thuyết này giải thích sự thiếu vắng sắt và các nguyên tố dễ bay hơi khác trên Mặt Trăng, và sự giống nhau giữa các thành phần đất của lớp vỏ Trái Đất cũng như Mặt Trăng.

## Bán vệ tinh
Trái Đất có một bán vệ tinh là 3753 Cruithne, đây là một tiểu hành tinh có đường kính khoảng 5 km quay quanh Mặt Trời nhưng đôi khi 3753 Cruithne được xem như vệ tinh thứ hai của Trái Đất do sự chuyển động phức tạp từ quỹ đạo của nó khiến nó trông như đang quay quanh Trái Đất theo Quỹ đạo hình móng ngựa. 3753 Cruithne phải mất đến 770 năm mới có thể quay hết một vòng quỹ đạo hình móng ngựa xung quanh Trái Đất.

### Giả thuyết vệ tinh thứ hai
Có nhiều giả thuyết về vệ tinh tự nhiên thứ hai của Trái Đất. Ý kiến đầu tiên là của Frederic Petit, sau đó là của Georg Waltermath.

## Sự sống

Hình mô tả vùng trong Hệ Mặt Trời có điều kiện thuận lợi cho phát sinh sự sống tương ứng với tuổi đời của Mặt Trời.

Hiện nay, Trái Đất là ví dụ duy nhất về một môi trường cho phép duy trì sự tiến hóa. Trái Đất cung cấp các điều kiện cần thiết như nước, một môi trường mà các phân tử hữu cơ phức tạp có thể tổng hợp được, năng lượng vừa đủ cho quá trình trao đổi chất. Khoảng cách từ Trái Đất tới Mặt Trời, độ lêch tâm của quỹ đạo quay, tỉ số quay, độ nghiêng trục quay, lịch sử địa chất Trái Đất, bầu không khí ổn định và từ trường bảo vệ tất cả đều là những điều kiện cần thiết để hình thành và duy trì sự sống trên hành tinh này.

### Sinh quyển
Các dạng sự sống trên hành tinh đôi khi được nói đến như là "sinh quyển". Người ta nói chung cho rằng sinh quyển Trái Đất bắt đầu tiến hóa cách đây khoảng 3,5 tỷ năm. Trái Đất là nơi duy nhất đã biết có sự sống tồn tại. Các nhà khoa học cho rằng một sinh quyển như ở Trái Đất là rất hiếm.
Sinh quyển được phân chia thành một số quần xã sinh vật, bao gồm các hệ thực vật và hệ động vật tương đối giống nhau sinh sống. Các quần xã sinh vật được phân chia chủ yếu theo vĩ độ và theo độ cao trên mực nước biển. Các quần xã sinh vật nằm trong phạm vi vòng Bắc cực và vòng Nam cực là tương đối hiếm về thực vật và động vật, trong khi phần lớn các quần xã sinh vật phong phú về chủng loại nhất nằm gần đường xích đạo.
Sinh quyển của Trái Đất tạo ra các thay đổi khá lớn đối với bầu khí quyển và, ngược lại, cũng nhờ có bầu khí quyển mà có những bước phát triển đáng kể. Sự quang hợp sinh oxy tiến triển từ 2,7 tỷ năm trước đã tạo ra bầu không khí chứa nitơ-oxy tồn tại như ngày nay. Sự thay đổi này tạo điều kiện thuận lợi cho sự phổ biến của các vi sinh vật hiếu khí, cũng như việc tầng ôzôn - cùng với từ trường của Trái Đất- đã ngăn chặn các tia phóng xạ, cho phép sự sống tồn tại trên Trái Đất. Các chức năng khác của khí quyển đối với sự sống bao gồm vận chuyển, cung cấp các loại khí hữu dụng, đốt cháy các thiên thạch nhỏ trước khi chúng va chạm với mặt đất và điều hòa nhiệt độ. Hiện tượng cuối cùng được biết dưới cái tên hiệu ứng nhà kính: các phân tử khí thu nhiệt năng tỏa ra từ mặt đất, làm tăng nhiệt độ trung bình. Dioxide cacbon, hơi nước, mêtan và ôzôn là các khí nhà kính đầu tiên trong bầu khí quyển của Trái Đất. Nếu không có hiệu ứng duy trì nhiệt này, nhiệt độ trung bình bề mặt sẽ là -18 °C và sự sống sẽ không có khả năng tồn tại.

### Con người

#### Địa lý con người

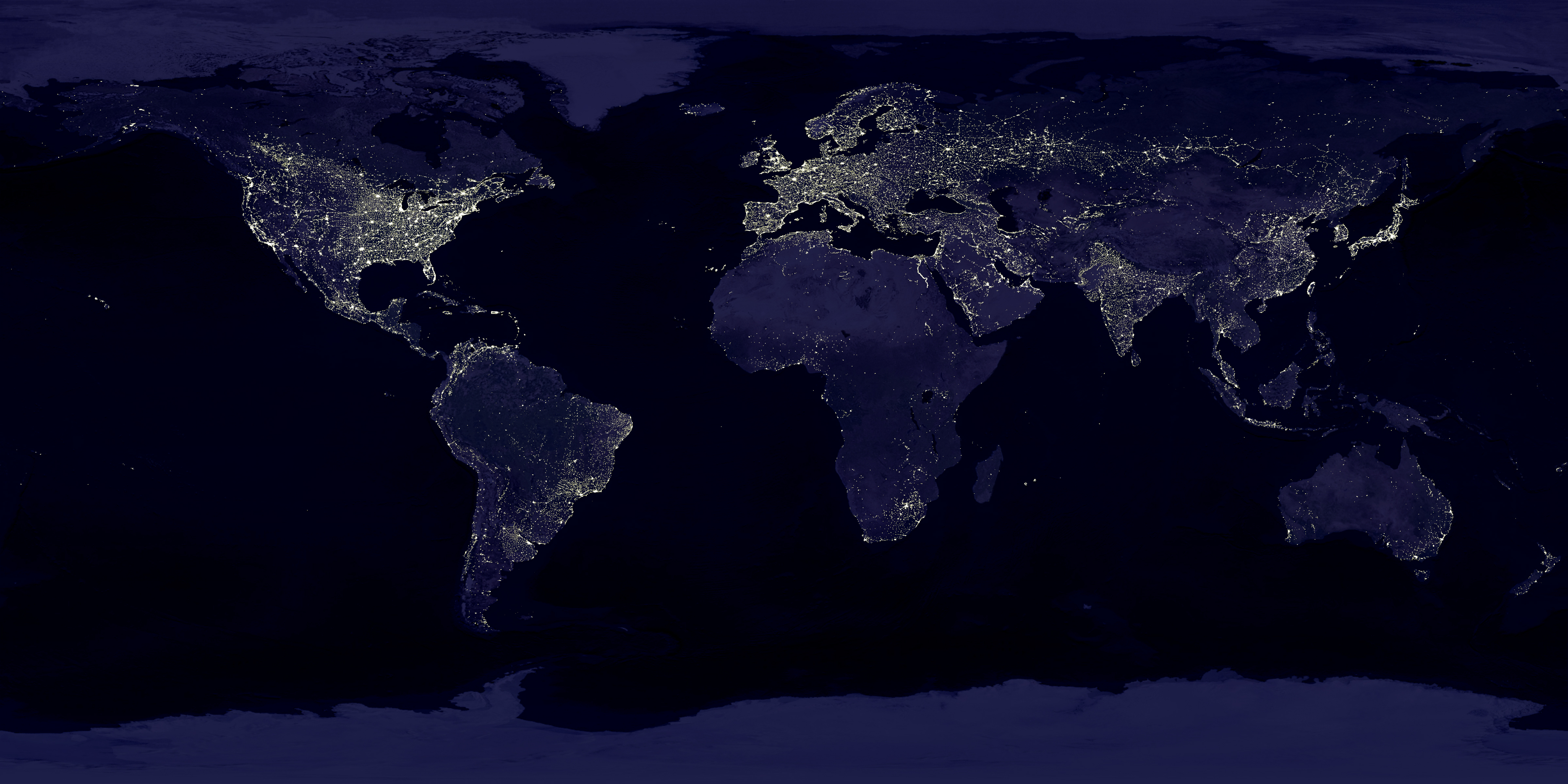
Trái Đất về đêm, sự kết hợp của các dữ liệu chiếu sáng mặt đất của DMSP/OLS trên hình ảnh về đêm giả lập của địa cầu. Hình ảnh này không phải là hình chụp và nhiều chi tiết có thể sáng hơn so với những gì một người quan sát trực tiếp có thể thấy.

Trái Đất là nơi sinh sống của hơn 8.000.000.000 người tính đến ngày 15 tháng 11 năm 2022, và các dự án nghiên cứu chỉ ra rằng dân số thế giới sẽ đạt tới 9,2 tỷ vào năm 2050. Phần lớn sự gia tăng này diễn ra ở các nước đang phát triển. Mật độ dân số rất đa dạng ở khắp nơi trên thế giới, nhưng phần lớn sống ở châu Á. Năm 2020, 56,2% dân số thế giới sống ở thành thị thay vì nông thôn.
Ước tính rằng chỉ có một phần tám bề mặt Trái Đất thích hợp cho con người sinh sống - ba phần tư bề mặt bị bao phủ bởi nước, và một nửa diện tích đất hoặc là sa mạc (14 %), hoặc là núi cao (27%), hoặc các địa hình không phù hợp khác. Điểm tận cùng ở cực bắc có thể sống lâu dài là Alert, trên đảo Ellesmere ở Nunavut, Canada (82°28' vĩ bắc). Điểm tận cùng ở cực nam là trạm Nam Cực Amundsen-Scott, gần như trùng Nam cực(90° vĩ nam).
Các quốc gia độc lập đã tuyên bố chủ quyền với tất cả đất trên bề mặt, ngoại trừ một vài phần ở châu Nam Cực. Tính đến năm 2007 có 201 nhà nước có chủ quyền, bao gồm 192 thành viên của Liên Hợp Quốc. Thêm vào đó, có 59 lãnh thổ phụ thuộc và một số vùng tự trị, các lãnh thổ đang tranh chấp hoặc các chính thể khác. Trong lịch sử, Trái Đất chưa bao giờ là một chính thể có chủ quyền với quyền lực bao trùm cả thế giới, dù một số quốc gia đã chiếm được vị trí thống trị và rồi sụp đổ.
Liên Hợp Quốc là một tổ chức quốc tế với quy mô toàn thế giới, được thành lập nhằm can thiệp vào các cuộc tranh chấp giữa các quốc gia, ngăn chặn những cuộc xung đột vũ trang. Tuy nhiên, Liên Hợp Quốc chưa bao giờ là một chính thể toàn thế giới. Trong khi Liên Hợp Quốc tạo ra một cơ chế cho luật quốc tế và khi có sự đồng ý của các thành viên, tham gia can thiệp vũ trang, thì nó chủ yếu phục vụ như là một diễn đàn cho ngoại giao quốc tế.
Người đầu tiên bay vòng quanh Trái Đất là Yuri Alekseyevich Gagarin vào ngày 12 tháng 4 năm 1961. Tính đến năm 2004, tổng cộng đã có khoảng 400 người đã du hành vào không gian và tham gia bay vòng quanh Trái Đất, trong đó có 12 người đã đặt chân lên Mặt Trăng. Thông thường, chỉ có vài người sống trong không gian đó là những người làm việc tại Trạm Vũ trụ Quốc tế (ISS). Phi hành đoàn của trạm gồm 6 người được thay thế liên tục sau mỗi 6 tháng. Con người đi xa nhất khỏi Trái Đất vào năm 1970, khi phi hành đoàn của tàu Apollo 13 ở cách Trái Đất 400.171 km.

#### Con người với Trái Đất
| Cách sử dụng đất       | Tỉ lệ phần trăm |
| ---------------------- | --------------- |
| Đất trồng được:        | 10.57%          |
| Đất trồng cây lâu năm: | 1.04%           |

Trái Đất cung cấp những tài nguyên có thể được con người sử dụng cho nhiều mục đích. Một vài trong số đó là những nguồn tài nguyên không tái tạo và rất khó tạo ra trong một thời gian ngắn như các loại nhiên liệu hóa thạch.
Các nguồn nhiên liệu hóa thạch lớn được lấy từ lớp vỏ Trái Đất, bao gồm than đá, dầu mỏ, khí thiên nhiên và metan hydrat. Các loại nhiên liệu này được sử dụng để tạo ra năng lượng và làm nguồn nguyên liệu sản xuất các chất hóa học. Quặng khoáng sản được hình thành trong lớp vỏ Trái Đất thông qua quá trình hình thành quặng, tạo ra từ các hoạt động xói mòn và kiến tạo mảng. Các dạng quặng này tập trung nhiều kim loại cũng như các nguyên tố hữu dụng khác.
Sinh quyển Trái Đất tạo ra các sản phẩm sinh học có ích cho con người bao gồm thức ăn, gỗ, dược phẩm, khí oxy và tái chế nhiều chất thải hữu cơ. Hệ sinh thái lục địa phụ thuộc vào tầng đất mặt và nước sạch còn hệ sinh thái đại dương dựa vào các chất dinh dưỡng hòa tan trong nước được rửa trôi từ đất liền ra. Con người cũng sống trên đất bằng cách sử dụng các vật liệu xây dựng để kiến thiết nhà cửa. Tổng diện tích đất được tưới tiêu vào năm 2005 là 2.770.980 km².
Cuộc sống của con người cũng chịu những tác động xấu từ các dạng thời tiết chu kì như bão, áp thấp nhiệt đới hay các biến động bất thường như động đất, lở đất, sóng thần, phun trào núi lửa, lốc xoáy, sụt đất, bão tuyết, lũ lụt, hạn hán và các thảm họa thiên tai khác.
Con người cũng là thủ phạm của nhiều xáo trộn tiêu cực cho Trái Đất, nhiều trong số đó ảnh hưởng lại chính con người: sự ô nhiễm không khí và nguồn nước, mưa acid và các chất độc hại khác, sự biến mất của thảm thực vật (chăn thả quá mức, nạn chặt phá rừng, sa mạc hóa) và của động vật hoang dã (tuyệt chủng loài), hiện tượng bạc màu đất, sự mất đất, sự xói mòn và sự xuất hiện của các sinh vật xâm hại.
Người ta đồng ý rằng có một mối liên hệ giữa các hoạt động của con người với hiện tượng nóng lên toàn cầu do sự phát thải khí dioxide carbon trong các hoạt động công nghiệp. Hiện tượng này làm tan băng, gia tăng các dải nhiệt độ khắc nghiệt, biến đổi khí hậu lớn và mực nước biển dâng cao.

## Quan điểm văn hóa

Bức ảnh đầu tiên chụp cảnh "Trái Đất mọc" từ Mặt Trăng; bức ảnh đã làm thay đổi cảm nhận của công chúng về vai trò của Trái Đất.

Ký hiệu thiên văn tiêu chuẩn cho Trái Đất là một hình chữ thập có đường tròn bao quanh.
Trái Đất thường được nhân cách hóa như một vị thần, thường là một nữ thần. Trong nhiều nền văn hóa, nữ thần Mẹ hay Mẹ Trái Đất tượng trưng cho một vị thần sinh sôi nảy nở. Các thần thoại về sự sáng thế trong nhiều tôn giáo gợi nhớ về câu chuyện tạo ra Trái Đất của một hoặc nhiều vị thần siêu nhiên. Các nhóm tôn giáo khác nhau, thường gắn với các nhánh chính thống của Tin Lành hay Hồi giáo, khẳng định rằng các giải thích của họ về thần thoại sáng thế trong các kinh sách là sự thật và nên được xem xét cùng với hay thay thế cho các miêu tả khoa học thông thường về sự hình thành Trái Đất cũng như nguồn gốc và phát triển của sự sống. Cộng đồng các nhà khoa học và một số nhóm tôn giáo khác đã bác bỏ khẳng định này. Ví dụ nổi bật nhất là tranh luận sáng thế-tiến hóa.
Trong quá khứ, có nhiều mức độ niềm tin khác nhau vào một Trái Đất phẳng, nhưng nó đã được thay thế bằng khái niệm Trái Đất cầu nhờ các quan sát và các chuyến đi vòng quanh Trái Đất. Hình ảnh của Trái Đất dưới cách nhìn của con người đã thay đổi với sự ra đời của các chuyến bay của tàu vũ trụ, và giờ đây con người xem xét sinh quyển dưới một góc nhìn tổng thể toàn cầu. Nó được phản ánh qua phong trào môi trường đang lên, quan tâm tới ảnh hưởng của nhân loại lên hành tinh xanh này.